# روث نيلسون (ممثلة)
روث غلوريا نيلسون (2 أغسطس 1905 - 12 سبتمبر 1992)، كانت ممثلة مسرحية وسينمائية أمريكية. وهي معروفة بأدوارها في أفلام مثل ويلسون، شجرة تنمو في بروكلين، الفكاهة، 3 نساء، العرض المتأخر والصحوة. كانت زوجة جون كرومويل، وعملت معه في عدة مناسبات.

## روابط خارجية
- روث نيلسون (ممثلة) في قاعدة بيانات برودواي على الإنترنت
- روث نيلسون at the Internet Off-Broadway Database
- روث نيلسون في قاعدة بيانات الأفلام على الإنترنت